# Єрмолаєв Дмитро Семенович
Дмитро Семенович Єрмолаєв (24 лютого 1900, село Новодеркул Харківської губернії, тепер Біловодського району Луганської області — 1 грудня 1975, місто Суми) — український радянський партійний діяч, 2-й секретар Чернігівського обкому КП(б)У, заступник голови Сумського облвиконкому.

## Біографія
Народився в родині селянина. Трудову діяльність розпочав учителем початкової школи.
Член РКП(б) з 1920 року.
З 1922 року перебував на партійній, радянській та господарській роботі.
У 1930—1933 роках — студент Харківського сільськогосподарського інституту, закінчив три курси.
З 1936 року — завідувач радгоспного сектора сільськогосподарського відділу ЦК КП(б)Таджикистану, заступник завідувача сільськогосподарського відділу ЦК КП(б)Таджикистану.
У 1941—1944 роках — в Червоній армії. Учасник німецько-радянської війни. Служив уповноваженим Військової ради Донського фронту.
У 1944 році — 1-й секретар Миронівського районного комітету КП(б)У Київської області.
З липня 1944 по травень 1945 року — начальник Київського обласного земельного відділу.
У 1945—1947 роках — інструктор сільськогосподарського відділу ЦК КП(б)У. У 1947 — березні 1948 року — завідувач сектору Управління із перевірки партійних органів ЦК КП(б)У.
У березні 1948 — лютому 1954 року — 2-й секретар Чернігівського обласного комітету КП(б)У.
У лютому — квітні 1954 року — інспектор ЦК КПУ.
У 1954—1956 роках — заступник голови виконавчого комітету Сумської обласної ради депутатів трудящих.
Потім — персональний пенсіонер союзного значення в місті Сумах.

## Звання
- старший батальйонний комісар

## Нагороди
- орден Трудового Червоного Прапора
- ордени
- медалі